# NUKEM
NUKEM Technologies GmbH (брендируется как NUKEM) — немецкая инжиниринговая компания, специализирующаяся на проектах в области ядерной энергетики. Штаб-квартира расположена в городе Карльштайн-ам-Майн. История компании восходит к 1960 году.
Основные направления деятельности включают вывод из эксплуатации ядерных объектов, управление радиоактивными отходами, обращение с отработавшим ядерным топливом, а также разработку технологий TRISO-топлива.
Штаб-квартира компании располагается на месте первой атомной электростанции в Германии, вывод которой из эксплуатации и последующую реабилитацию площадки осуществляла сама NUKEM. Это отражает давнюю и устойчивую роль компании в атомной отрасли Германии.
За десятилетия компания неоднократно переходила от одного владельца к другому. После начала российско-украинского конфликта в 2022 году, в период принадлежности к российским структурам, NUKEM столкнулась с усилившимися регуляторными ограничениями в Европе. В апреле 2024 года компания инициировала процедуру банкротства в Германии.

В октябре того же года японская компания Muroosystems Corporation приобрела ключевые активы NUKEM. Это позволило возобновить операционную деятельность и вернуть бренд на международный рынок уже под новым руководством.

## История

### Создание и эксплуатация топливного цикла (1960–1988)
Компания NUKEM Technologies ведет свое начало с 1960 года, когда компания NUKEM GmbH (первоначально Nuklearchemie und metallurgie GmbH) была основана благодаря совместным инвестициям Degussa, Rio Tinto и Mallinckrodt. Первоначально компания сосредоточилась на производстве и торговле ядерными топливными элементами, быстро став одним из ведущих европейских поставщиков на рынке ядерного топлива.
В 1969 году NUKEM продала бизнес по производству топлива для легководных реакторов компании KWU (совместное предприятие Siemens и AEG), что ознаменовало стратегический сдвиг в сторону торговли ураном, обращения с ядерными отходами и инженерных услуг. К середине 1980-х годов NUKEM занималась услугами по начальному и конечному этапам ядерного топливного цикла и принимала участие в проекте завода по переработке в Ваккерсдорфе в Германии, направленном на развитие переработки отработанного топлива. Однако из-за общественного недовольства и смены политических приоритетов проект был закрыт в 1989 году, что ограничило возможности NUKEM по развитию технологий переработки.

### Собственность RWE и международная экспансия (1988–2005)
В 1988 году NUKEM стала  дочерней компанией RWE AG, одной из крупнейших энергетических компаний Германии. Под руководством RWE NUKEM расширила спектр комплексных ядерных услуг, объединив поставки топлива, утилизацию отходов и инженерные возможности для укрепления своих позиций на рынке по всей Европе.
В 1990-х и начале 2000-х годов NUKEM начала расширять своё международное присутствие, заключив контракты на утилизацию отходов и инженерные услуги на ядерных объектах в Словакии (Богунице), России (Балаково) и Украине (Хмельницкий). В 2003 году NUKEM начала строительство центра по переработке отходов на Чернобыльской атомной электростанции, расширив своё присутствие в сфере переработки высокоактивных отходов и зарекомендовав себя как глобального игрока в сфере комплексных проектов по ликвидации последствий ядерных аварий.

### Частные инвестиции и реструктуризация бизнеса (2006–2012)
В 2006 году RWE продала NUKEM компании Advent International (через Advent Energy S.à r.l.) за 205 миллионов евро. После приобретения Advent International провела реструктуризацию NUKEM GmbH, сохранив бизнес по торговле ядерным топливом в составе материнской компании и выделив подразделения по обращению с радиоактивными отходами, отработанным топливом и выводу из эксплуатации ядерных объектов в независимую дочернюю компанию NUKEM Technologies GmbH.
В 2007 году NUKEM продала несколько дочерних компаний: NUKEM Ltd. (Великобритания) — компании Freyssinet SAS (VINCI Group), NUKEM Corp. (США) — компании EnergySolutions, а NIS Ingenieure (Германия) и Assistance Nucléaire S.A. (Франция) — компании Siempelkamp. В 2011 году RWE выделила бизнес по торговле изотопами в компанию NUKEM Isotopes GmbH. В 2012 году подразделение по торговле ядерным топливом NUKEM Energy GmbH было продано компании Cameco за 136 миллионов долларов

### Российская собственность (2009-2024)
14 декабря 2009 года NUKEM Technologies GmbH была приобретена компанией «Атомстройэкспорт», дочерним предприятием российской госкорпорации «Росатом», за 23,5 миллиона евро. Впоследствии компания была интегрирована в группу «Росатом» в рамках стратегического расширения деятельности России в области вывода из эксплуатации ядерных объектов и обращения с отходами.
Чтобы расширить свои возможности в этих областях, в 2014 году NUKEM создала новую дочернюю компанию NUKEM Technologies Engineering Services GmbH, которая занимается исключительно выводом из эксплуатации ядерных объектов, обработкой радиоактивных отходов и сопутствующими инженерными услугами.
После начала войны между Россией и Украиной в 2022 году деятельность NUKEM на европейских рынках оказалась под серьёзным давлением из-за российского владельца. По мере ужесточения нормативных ограничений и приостановки проектов компания столкнулась со значительным упадком в бизнесе. В апреле 2024 года NUKEM подала заявление о банкротстве в Германии.

### Приобретение Muroosystems и реструктуризация (с 2024 года по настоящее время)
29 мая 2024 года японская корпорация Muroosystems подписала соглашение с управляющим по делам о несостоятельности NUKEM о приобретении всех акций NUKEM Technologies Engineering Services GmbH, а также основных активов NUKEM Technologies GmbH. Правительство Германии одобрило сделку 9 сентября, экономическая собственность была официально передана 25 сентября, а полное приобретение завершилось в октябре 2024 года. 
После продажи NUKEM Technologies GmbH была ликвидирована в декабре 2024 года, а её оставшиеся активы и интеллектуальная собственность были полностью консолидированы в реструктурированную компанию NUKEM Technologies Engineering Services GmbH, которая теперь находится в собственности Muroosystems. Это приобретение позволило бренду NUKEM и его основному бизнесу продолжить работу при поддержке новой материнской компании, которая прилагает новые усилия для укрепления и расширения своего присутствия на мировом рынке атомной энергетики.